# کارلو ماتسارلا
کارلو ماتسارلا (ایتالیایی: Carlo Mazzarella؛ ‏ ۳۰ ژوئیهٔ ۱۹۱۹ – ۷ مارس ۱۹۹۳) بازیگر و روزنامه‌نگار اهل ایتالیا بود.
از فیلم‌هایی که وی در آن نقش داشته‌است، می‌توان به برنج تلخ، آفرین پسر!، پلیس‌ها و دزدها، چرخ‌وفلک ناپل، مشتاق زنده ماندن، دوهمسری، نعلبکی بال‌دار، لاکی لوچانو و قهرمان زمان ما اشاره کرد.